# Sint-Pancratiuskerk (Heerlen)
De Sint-Pancratiuskerk is een rooms-katholiek kerkgebouw in Heerlen. De kerk en de parochie zijn vernoemd naar de heilige Pancratius. De romaanse kerk ligt aan het Pancratiusplein in het centrum van Heerlen. Aan hetzelfde plein liggen ook een restant van de Heerlense walmuur, de schelmentoren, het Glaspaleis en een aantal horecagelegenheden.

## Geschiedenis
Eind 12e eeuw werd Heerlen door Dirk van Are, aartsdiaken van het prinsbisdom Luik, kerkelijk losgemaakt van de Sint-Laurentiuskerk in Voerendaal en werd de Sint-Pancratiusparochie opgericht. De bouw van de kerk moet omstreeks deze tijd zijn begonnen. De ouderdom van de Sint-Pancratiuskerk is bepaald met behulp van een vergelijkende studie met andere romaanse kerken uit de regio, waaruit is gebleken dat de bouw van de Pancratiuskerk wellicht al eerder, in de 11e of zelfs in 10e eeuw is begonnen.
In de periode 1649-1830 maakten de rooms-katholieken en de protestanten gezamenlijk gebruik van het kerkgebouw, totdat in 1830 hier een einde aan kwam onder invloed van de Belgische Opstand. De protestanten werd de toegang ontzegd en moesten vanaf toen gebruikmaken van een eigen kerkgebouw: de Hervormde Kerk.
Door de eeuwen heen is er veel verbouwd en bijgebouwd. Het meest ingrijpend was een vergroting in 1901-03, ontworpen door de architect Jos Cuypers. Hierbij moest het neogotische koor uit 1863 wijken voor een transept met vieringtoren en een nieuw koor, alles in neoromaanse stijl.
Tijdens de Tweede Wereldoorlog liep de kerk schade op aan de noorderzijbeuk. De schade werd in de jaren na de oorlog onder leiding van Frits Peutz hersteld. In 1961 werd aan de zuidzijde van de kerk een sacristie en een doopkapel bijgebouwd. In 2009 en 2010 vond een grote restauratie plaats.

## Beschrijving

### Exterieur
De Sint-Pancratiuskerk is een driebeukige, kruisvormige basiliek met een romaans schip, een neoromaans transept uit 1901-03 en een neoromaans koor met een ronde apsis uit dezelfde periode. Boven de viering bevindt zich een vieringtoren. De grotendeels 14e-eeuwse toren aan de westkant heeft vier geledingen en heeft een ingesnoerde torenspits. Boven de zuidelijke ingang in de toren bevindt zich een nis met een Madonna en Kind van Charles Vos.
Een deel van het kerkgebouw is opgetrokken in Kunrader kalksteen en een deel in Maastrichtse kalksteen.

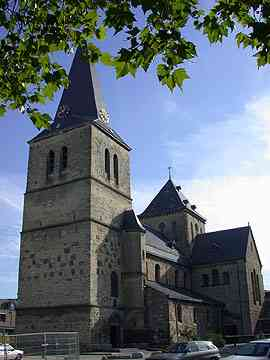
Westzijde
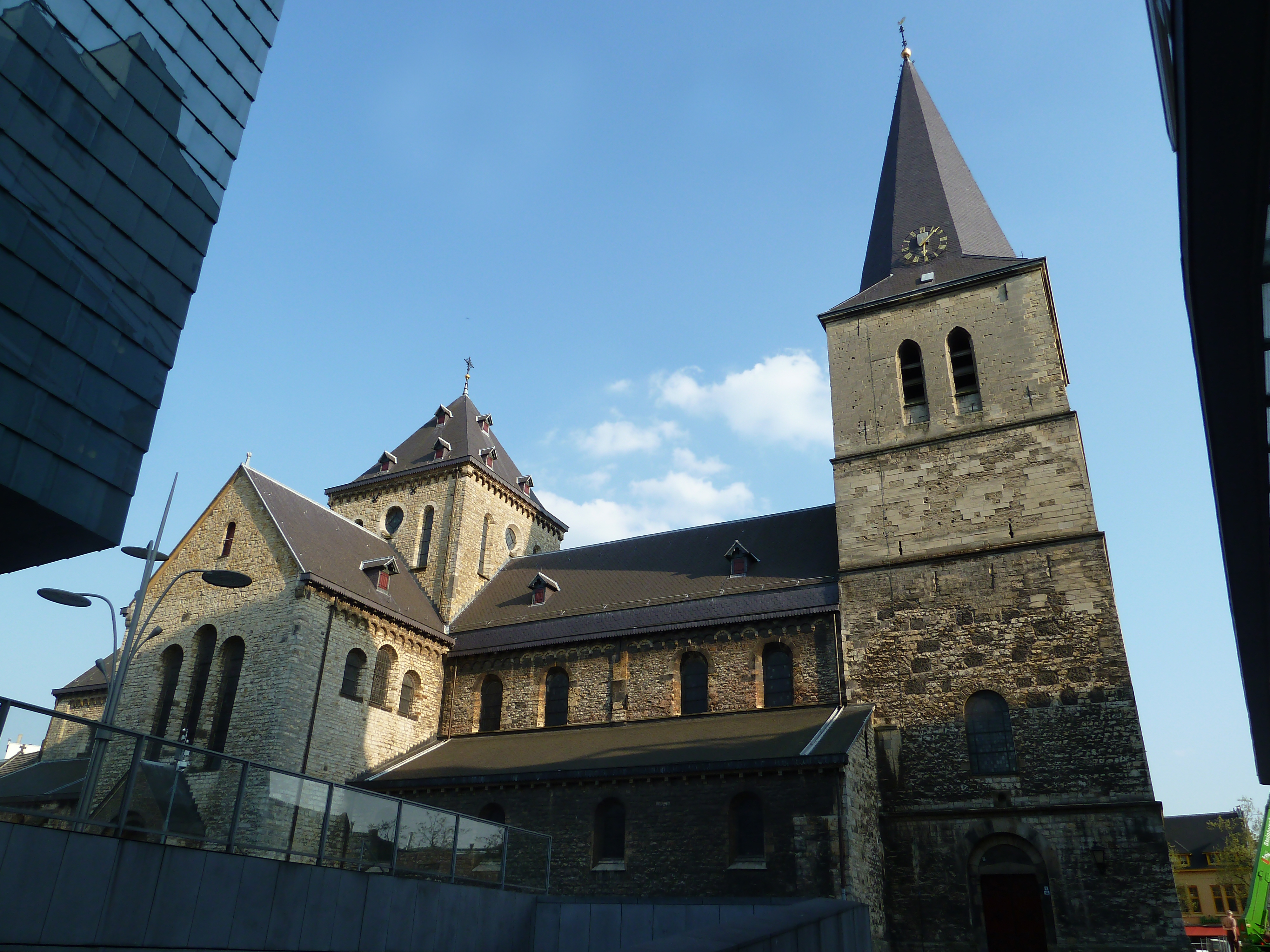
Zuidzijde
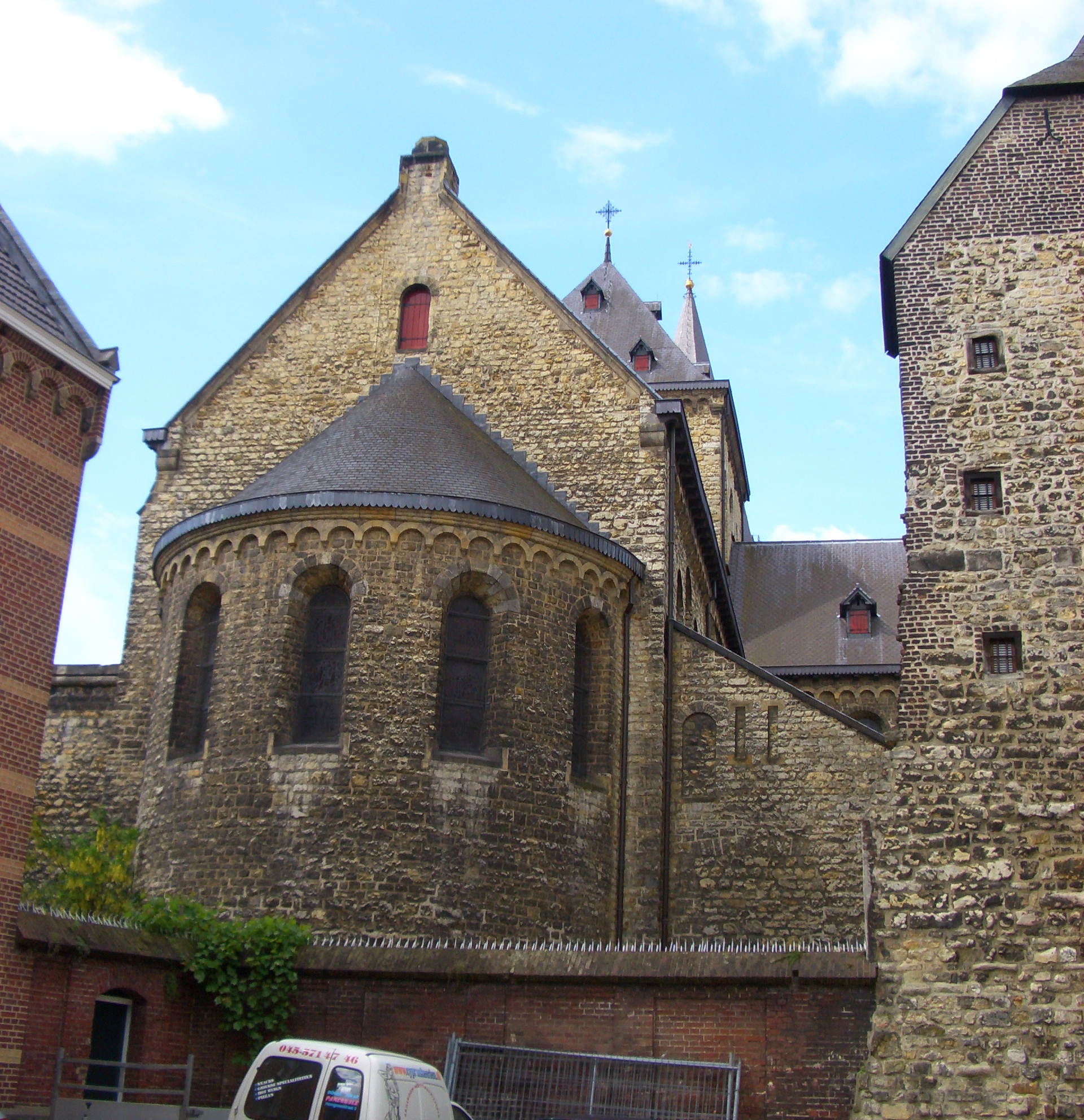
Oostkoor
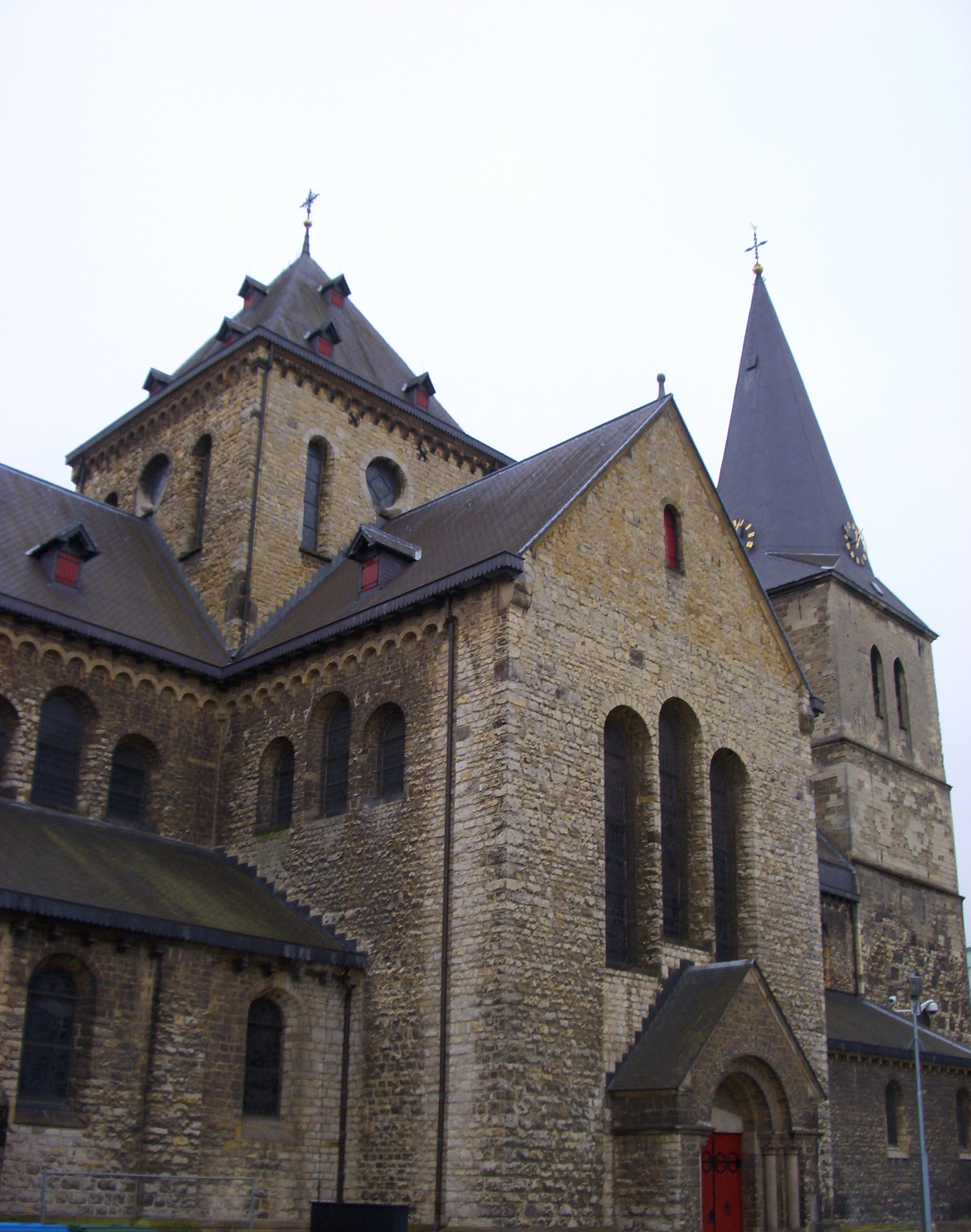
Transept en vieringstoren
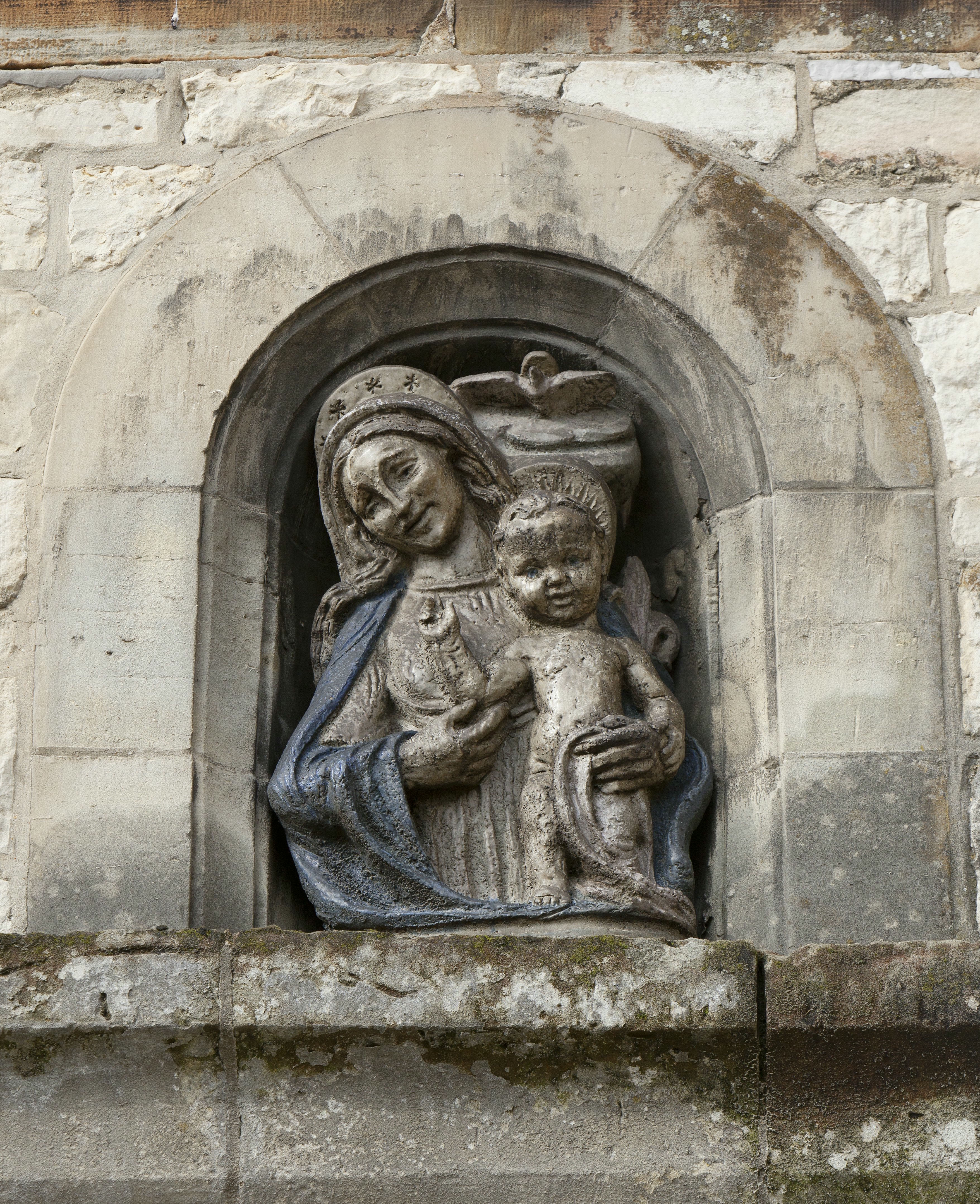
Nis in de toren

### Interieur
De entree van de kerk bevindt zich in de toren, een zogenaamde narthex. De kerk is geheel gepleisterd en witgeschilderd met grijze accenten. De wandschilderingen en blokkenpatronen van Pierre Cuypers uit ca. 1880 zijn in 1969 grotendeels overgewit. Alleen de wand- en gewelfschilderingen in het koor van de Akense kanunnik Gubbels (ca. 1900) zijn bewaard gebleven.
Het middenschip wordt gedekt door neoromaanse koepelgewelven, aangebracht bij de restauratie in 1948. De nog deels middeleeuwse gewelven in de zijbeuken zijn omstreeks 1880 en opnieuw in 1901-03 en 1948 hersteld en deels vernieuwd.

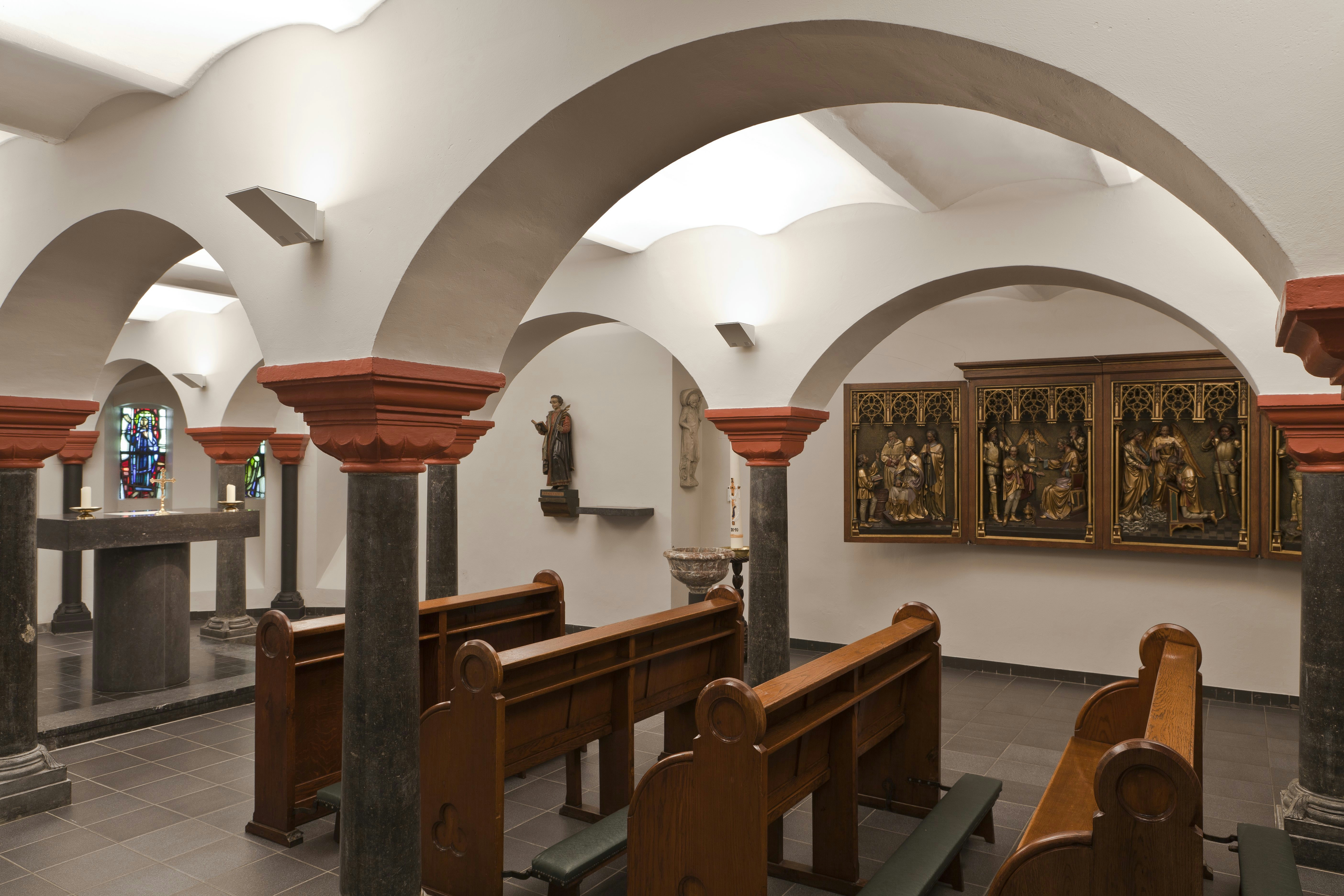
Crypte
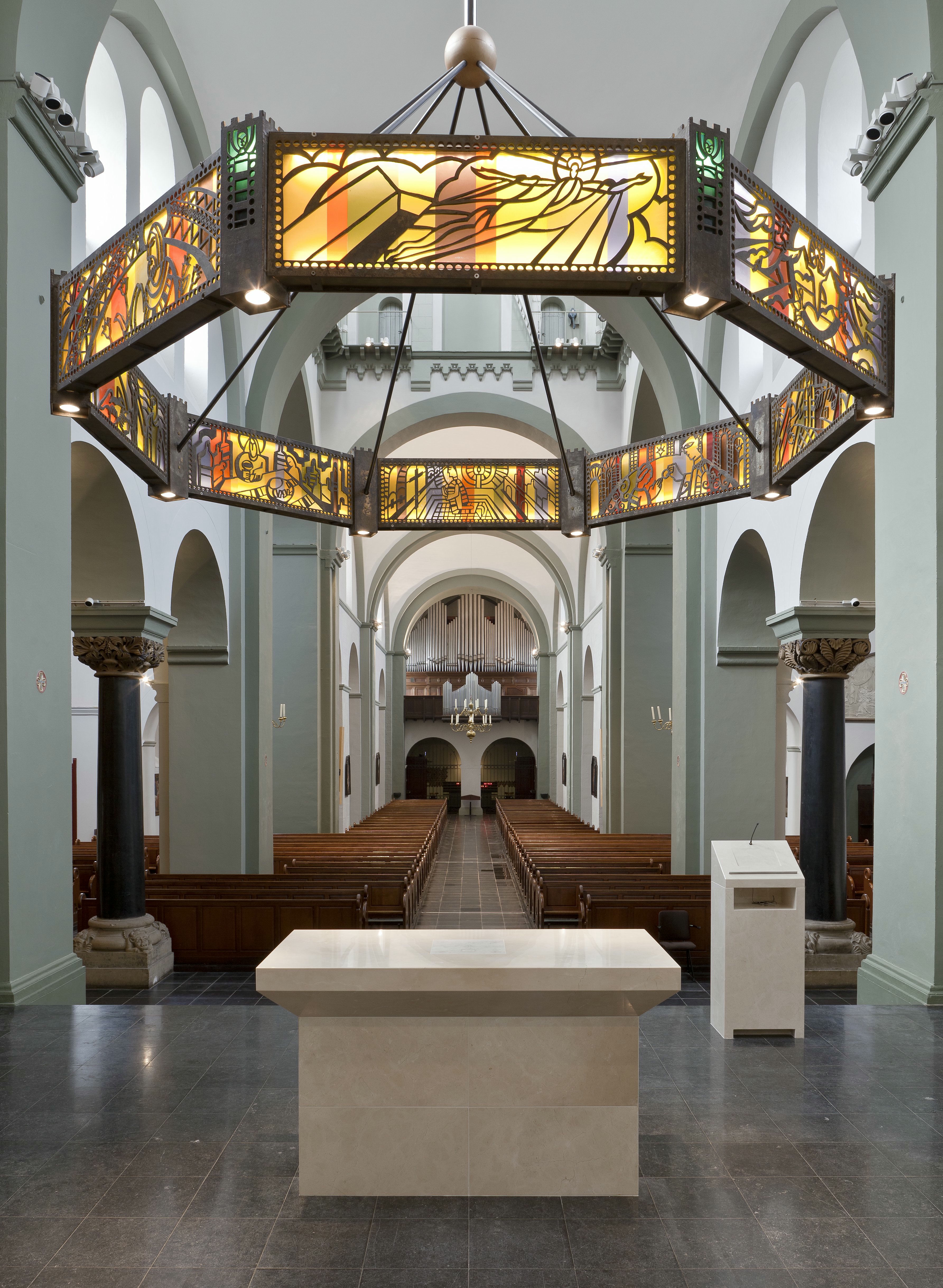
Priesterkoor
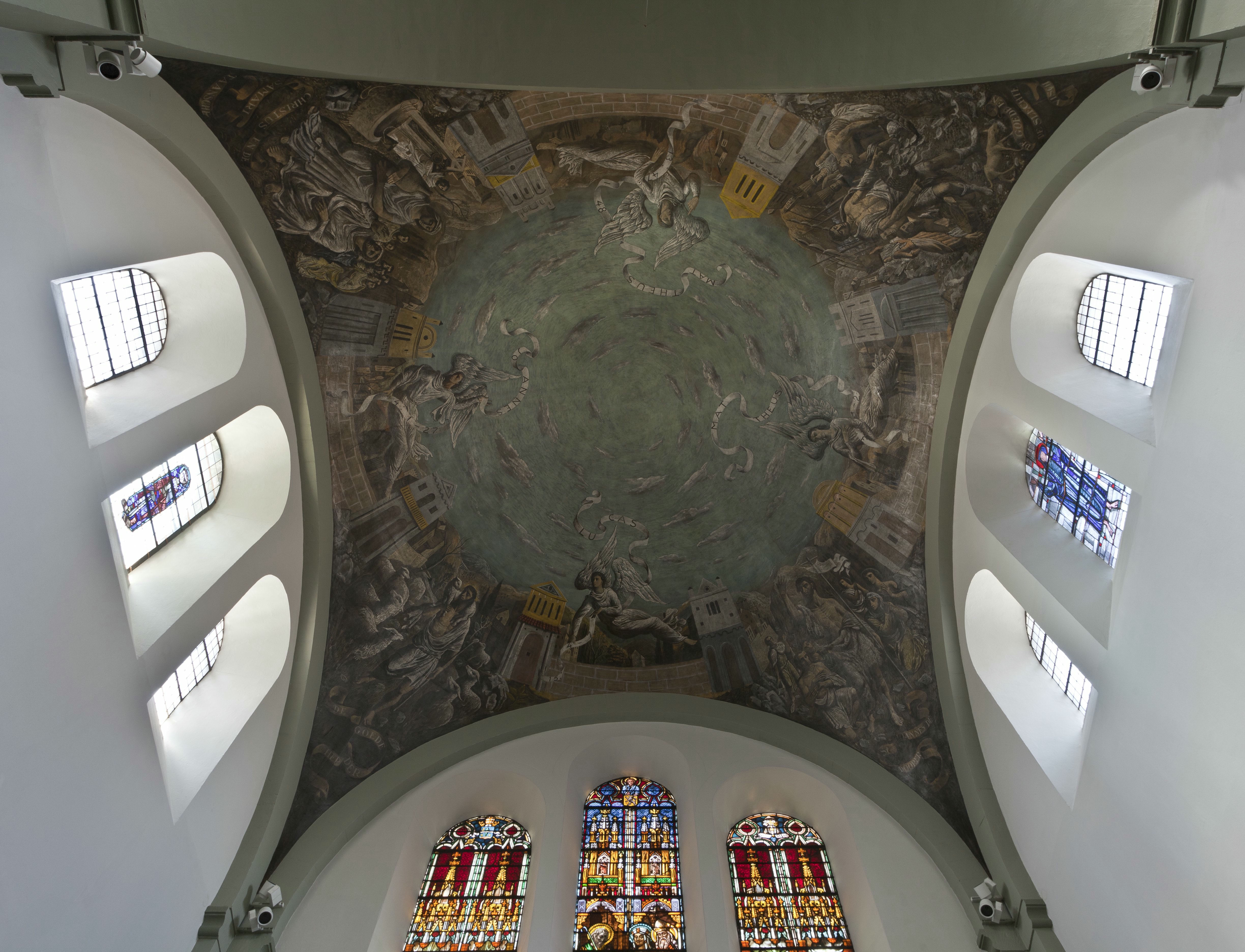
Koorgewelfschilderingen
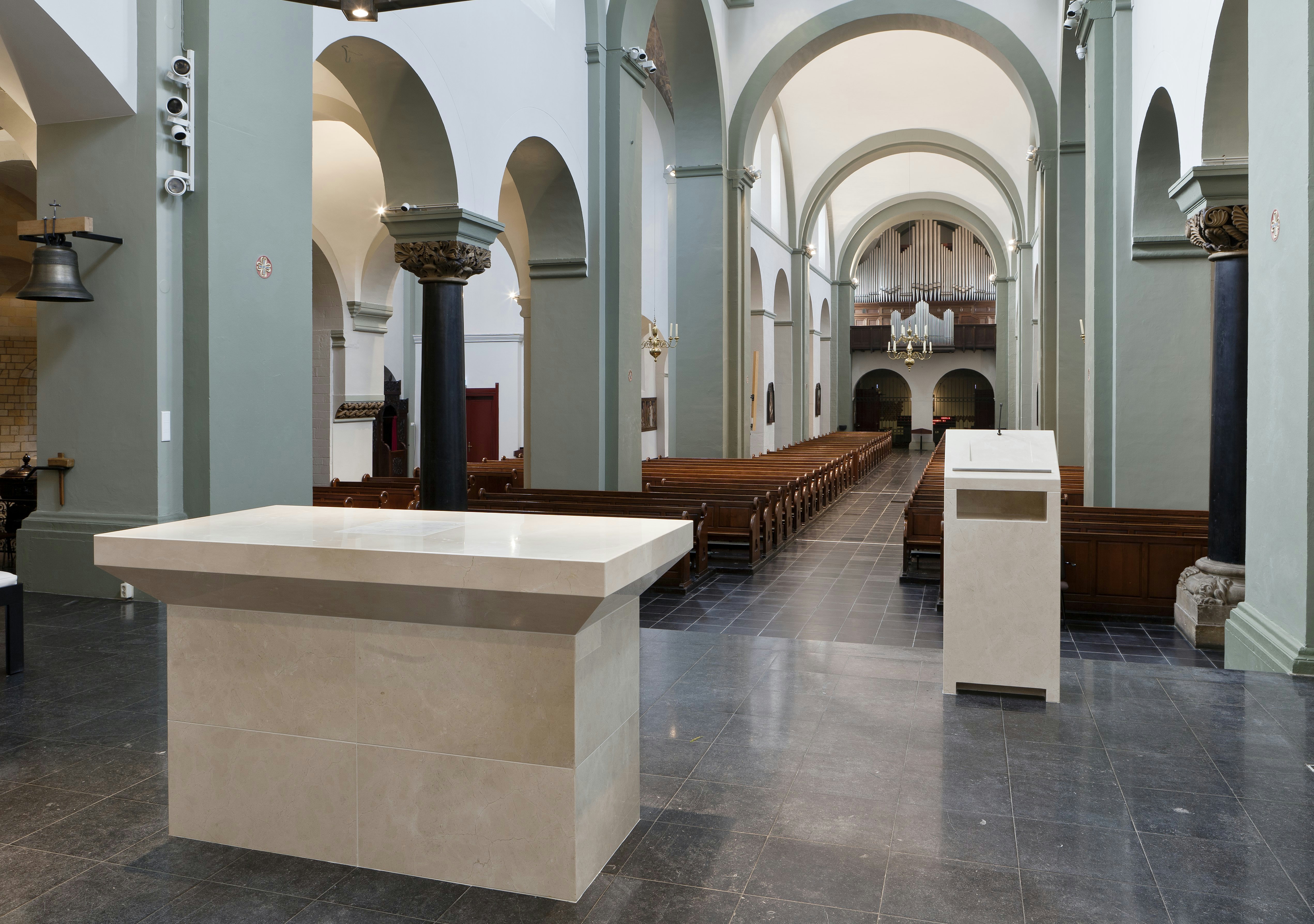
Gezicht naar het westen

### Orgel
Het huidige orgel van de kerk werd in 1908 gebouwd door de Duitse orgelbouwer Stahlhuth uit Burtscheid. Oorspronkelijk was het een tweemanuaals orgel, maar in 1951 werd het orgel uitgebouwd tot driemanuaals orgel door de firma Verschueren uit Heythuysen. In 2010 werd het instrument door de fa. Verschueren gerestaureerd.

### Glas-in-loodramen
De glas-in-loodramen van de Sint-Pancratiuskerk dateren alle uit de late 19e of het midden van de 20e eeuw. Een groot aantal ramen zijn vervaardigd door de Heerlense kunstenaar Eugène Laudy. De ramen in het noordelijk transept zijn vermoedelijk rond 1881 vervaardigd door het atelier Nicolas in Roermond.

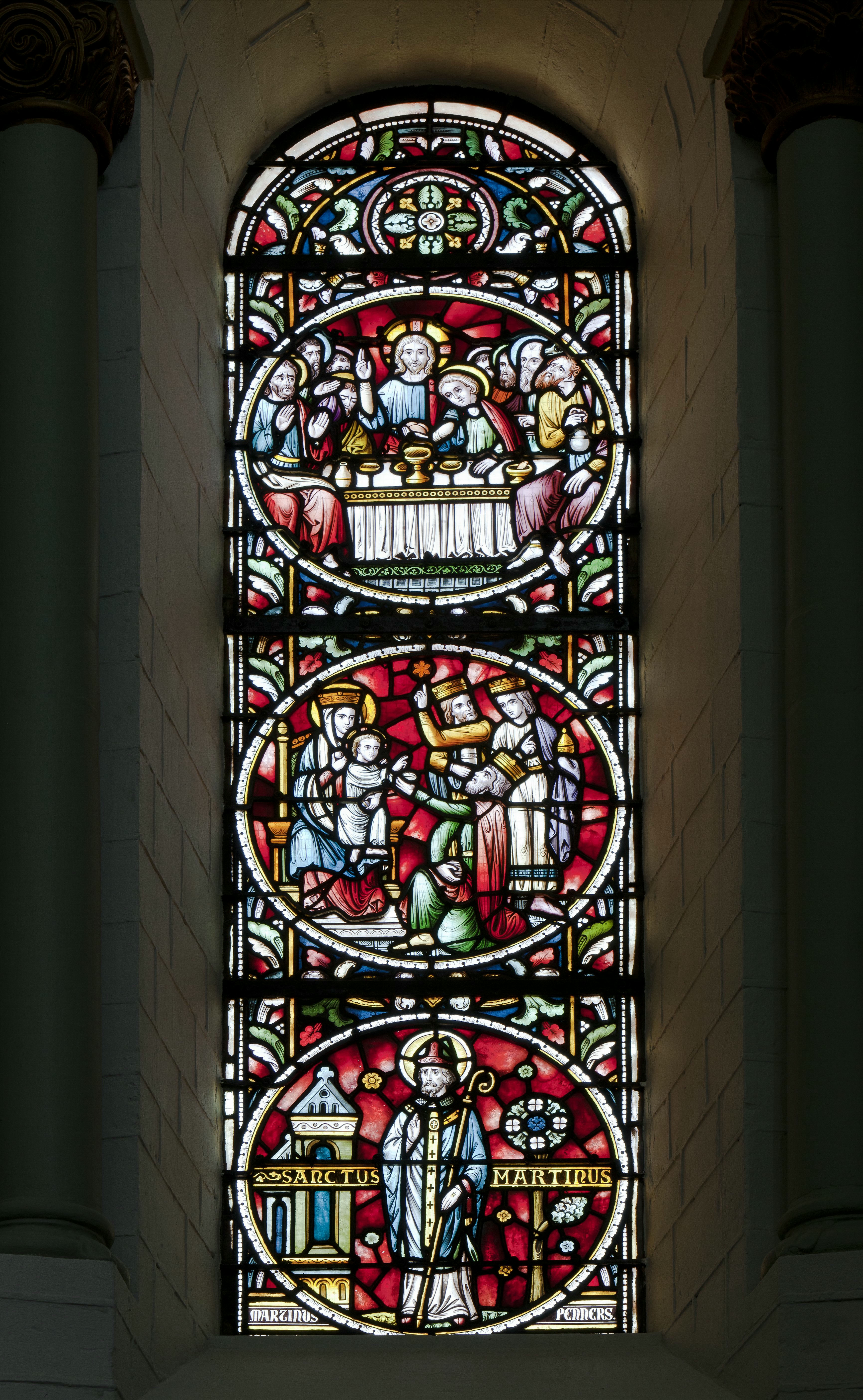
Apsis
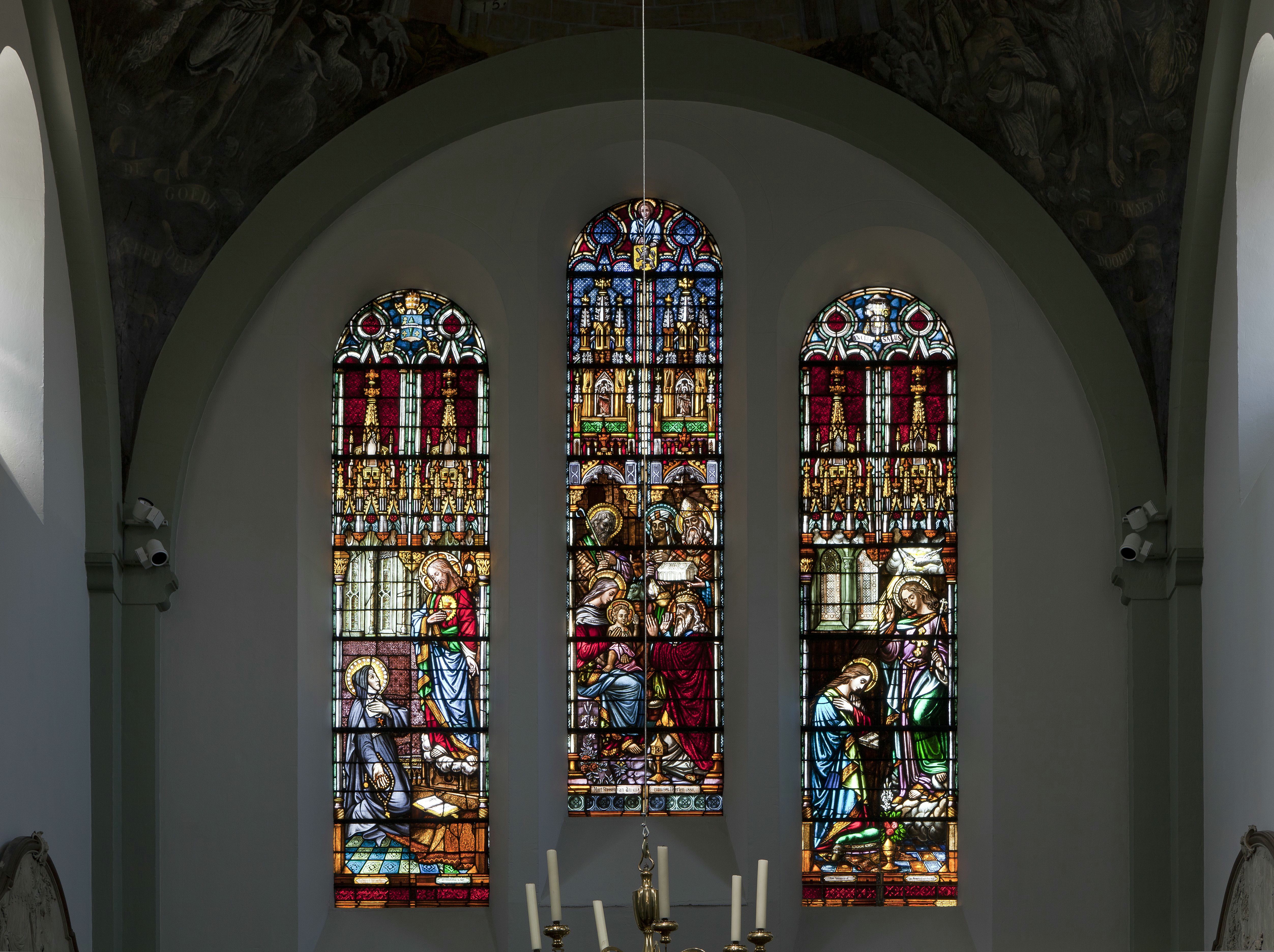
Noordelijk transept
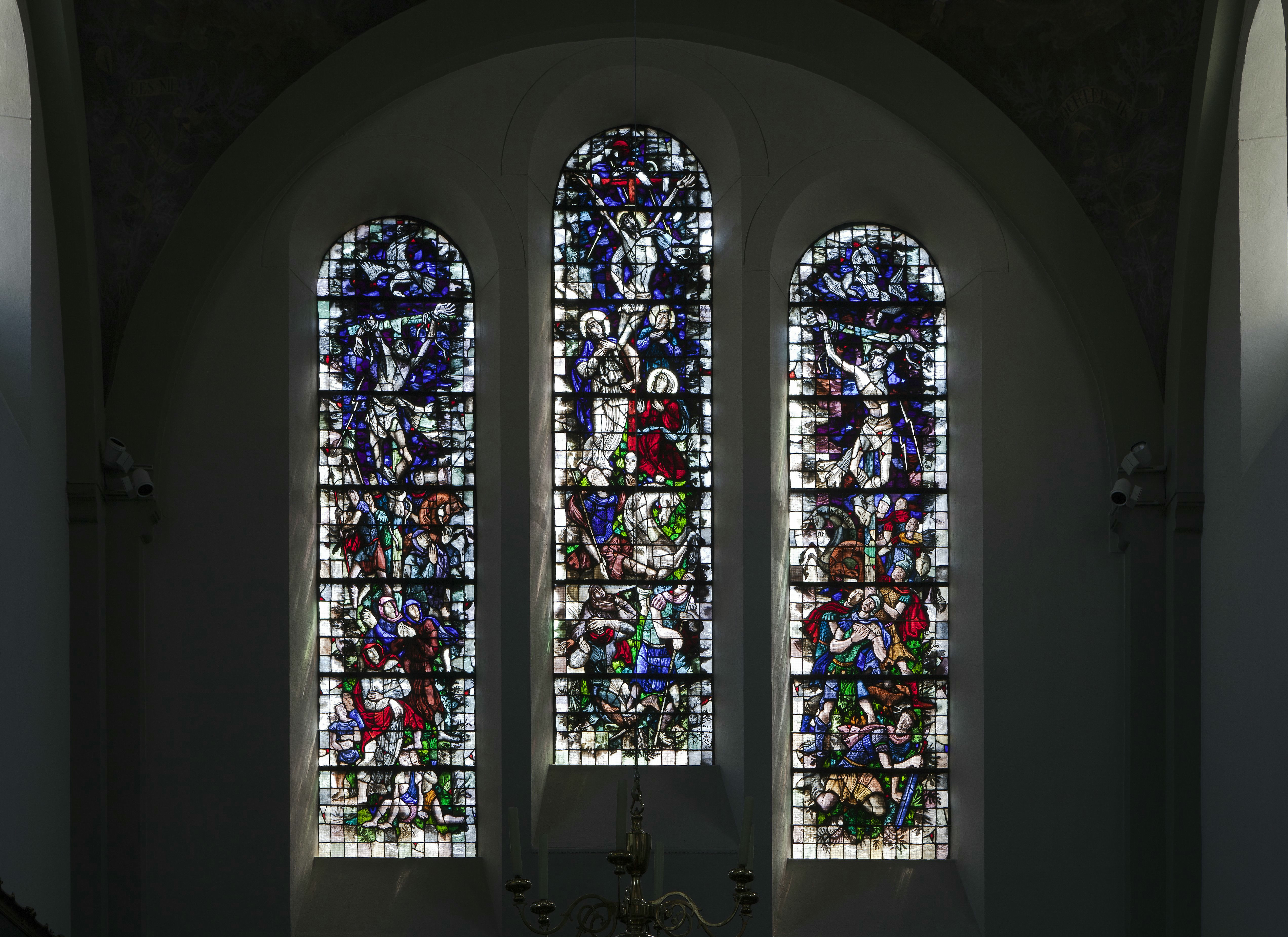
Zuidelijk transept
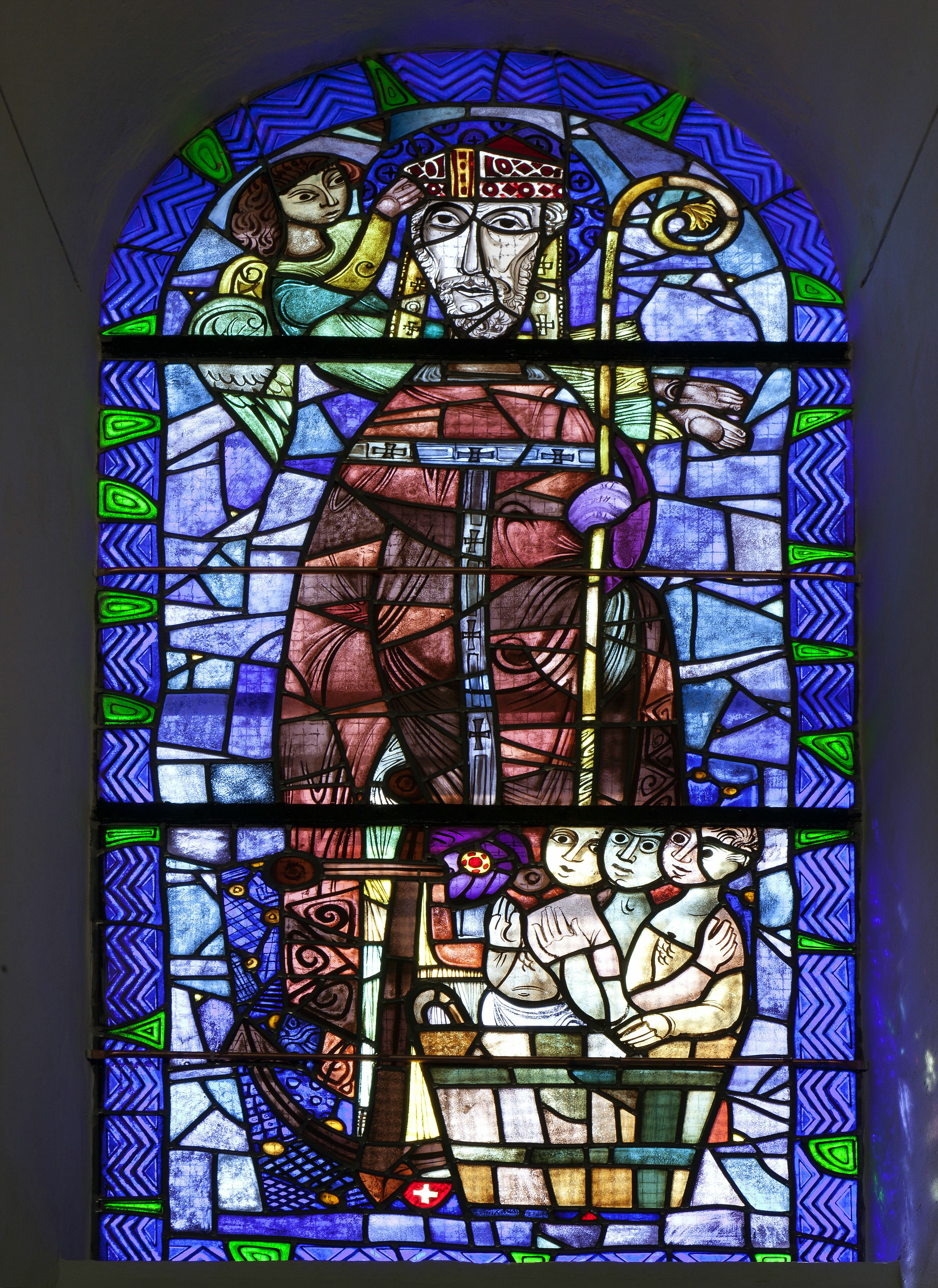
Zuidelijk transept

### Kunstvoorwerpen
Tot de inventaris behoren onder meer een romaanse sedes sapientiae, een gotische Christus op de koude steen, een laatgotische scheepjesmonstrans, twee houten reliëfs in een getoogde omlijsting uit begin 18e eeuw met voorstellingen uit het leven van de Heilige Bruno. Deze reliëfs, toegeschreven aan Gerard van der Planck (c. 1692-c. 1750), zijn afkomstig uit het het koor van de (afgebroken) kloosterkerk van het voormalige kartuizerklooster van Luik (chartreuse de Liège), dat ten tijde van de Franse Revolutie werd opgeheven en waarvan de goederen omstreeks 1797 openbaar werden geveild; enkele andere reliëfs uit deze reeks bevinden zich thans in de Luikse kerk Saint-Barthélemy. De reliëfs in Heerlen beelden de H. Bruno biddend uit te midden van ordebroeders, die voorbereidingen treffen voor de bouw van La Chartreuse (in de bergen bij Grenoble) en de heilige, terwijl hij Rogier, graaf van Sicilië en Calabrië, waarschuwt tegen een beraamde overval. Deze scènes zijn gebaseerd op prenten naar een schilderijencyclus uit 1645-1648 over het leven van de H. Bruno door de Franse kunstenaar Eustache Le Sueur.  In de crypte bevindt zich een neogotisch altaarretabel. Verder enkele 18e- en 19e-eeuwse schilderijen, kruiswegstaties door Albin en Paul Windhausen (1925-1928) en enkele schilderijen van Harry Koolen. Bijzonder is de zogenaamde Mgr. Savelbergkroon van kunstenares Magda Drummen in het priesterkoor. De in massief brons uitgevoerde, dubbelwandige kroonluchter heeft een diameter van 3 meter en weegt 750 kg. De acht glazen buitenpanelen tonen afbeeldingen van kerkelijke hoogfeestdagen. Op de binnenpanelen zijn de zeven sacramenten en het laatste avondmaal te zien. Op de kantelen die de panelen met elkaar verbinden is de heilige Pancratius afgebeeld. De kroonluchter is draaibaar, zodat telkens een afbeelding zichtbaar is die bij dat moment van het kerkelijk jaar past.

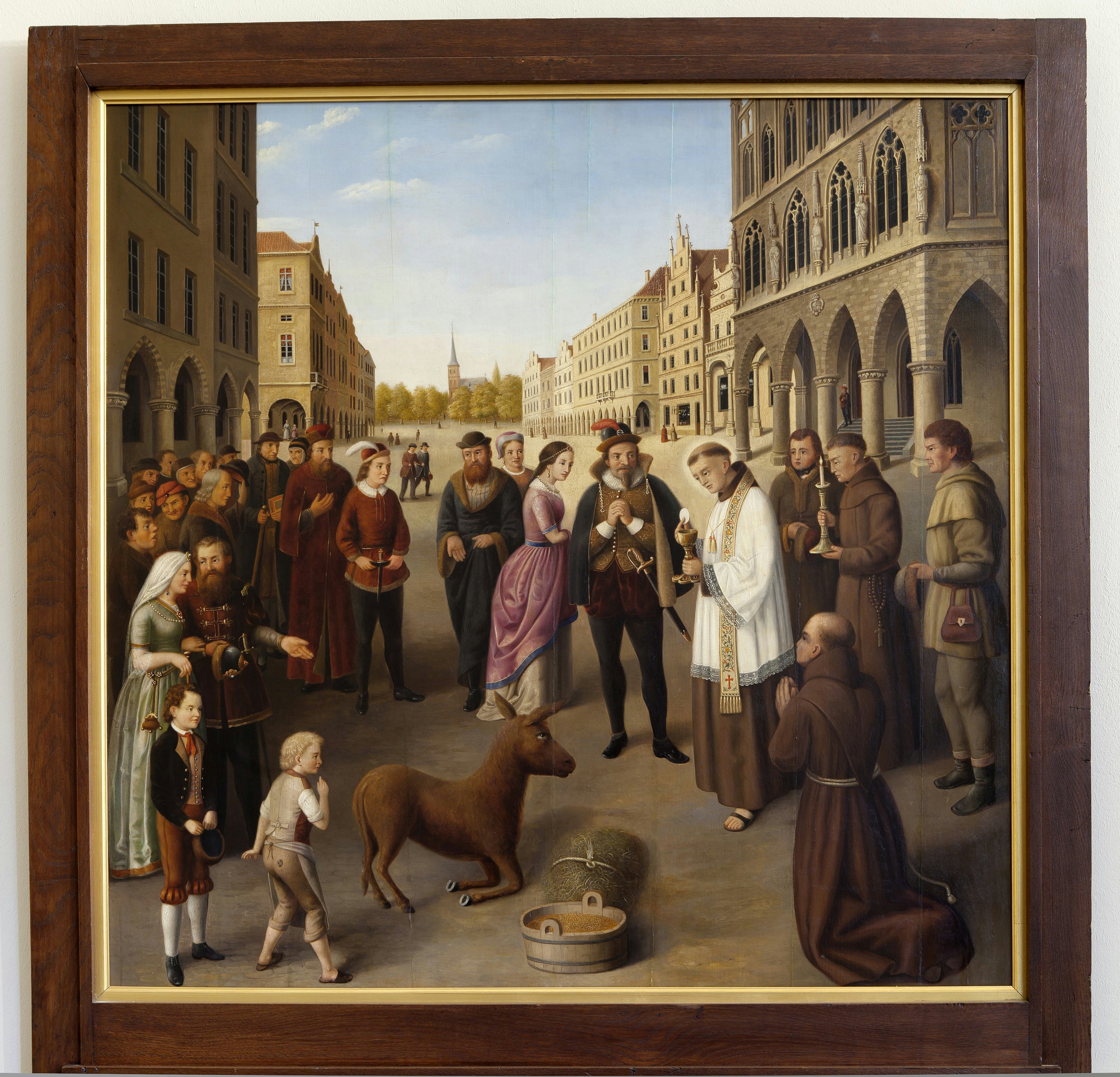
19e-eeuws schilderij
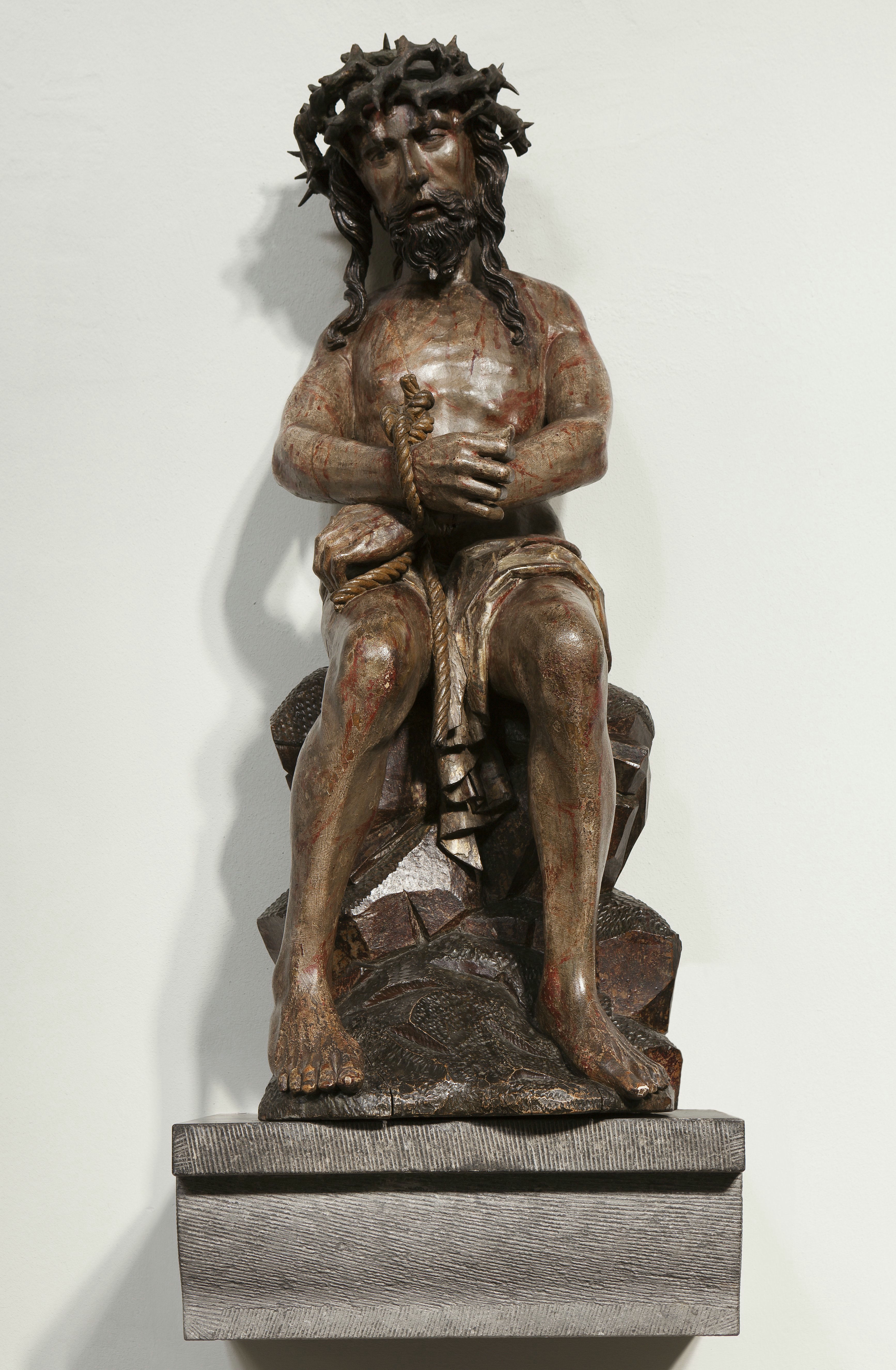
Christus-op-de-koude-steen
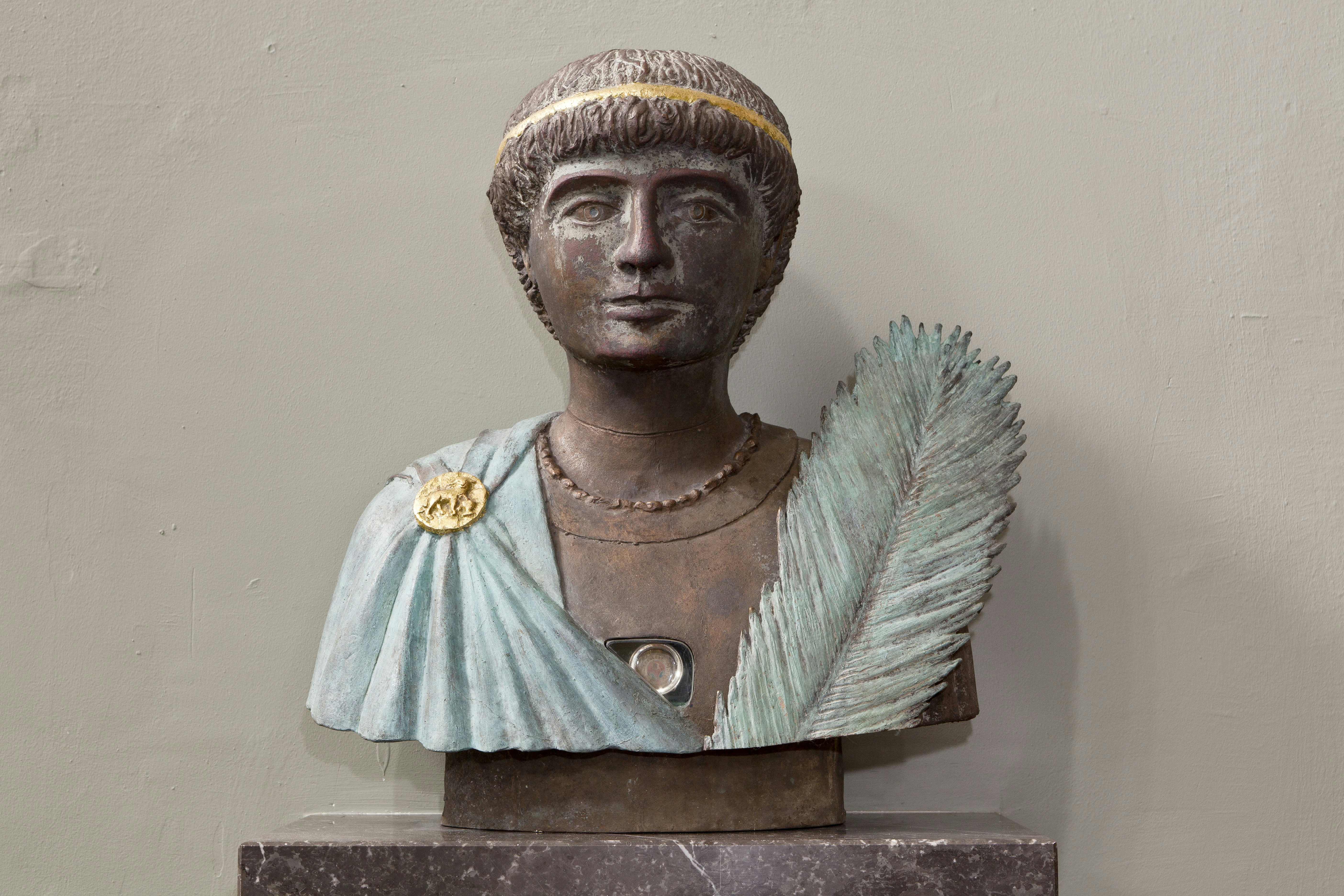
Reliekbuste Sint-Pancras
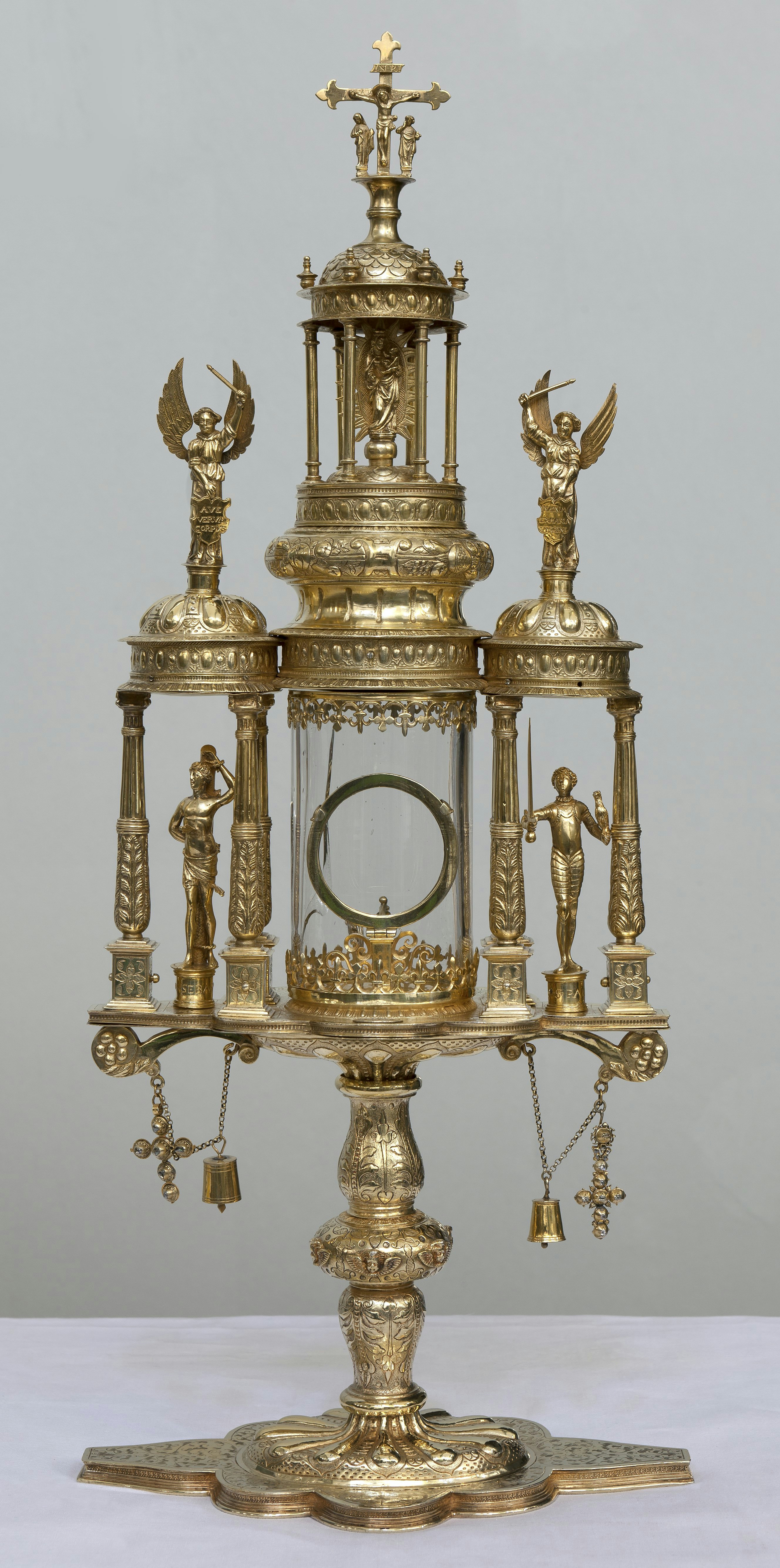
16e-eeuwse monstrans